# Тобилевич, Евгений Петрович
Евгений Петрович Тобилевич (сценический псевдоним — Рыбчинский) — украинский и русский оперный певец (тенор и баритон) и актёр театра Николая Садовского.

## Биография
Евгений Петрович Тобилевич — один из пяти детей Петра Карповича Тобилевича (1849—1908), который находился на государственной службе — работал секретарём Елисаветградского полицейского управления, служил в городах Новомиргород и Елисаветград, в конце жизни став надворным советником. Кроме Евгения в семье были дети — братья Павел, Сергей, Пётр и сестра — Ксения.
Продолжив театральные традиции рода Тобелевичей, при этом не обучаясь пению профессионально, Евгений стал оперным певцом и драматическим актёром, переехав в Киев после смерти отца. Здесь он попросил своего дядю Николая Садовского взять его в свою труппу, где работал до Октябрьской революции, выступая под псевдонимом Рыбчинский. В январе 1919 года вся труппа с Николаем Садовским переехала в Каменец-Подольский, работала здесь по 1920 год в Украинском государственном театре Каменец-Подольского. Затем Евгений работал в киевском Первом театре Украинской Советской Республики имени Т. Г. Шевченко.
Сведения о его дальнейшей жизни отсутствуют.